# Phorbia penicillaris
Phorbia penicillaris este o specie de muște din genul Phorbia, familia Anthomyiidae. A fost descrisă pentru prima dată de Stein în anul 1916. Conform Catalogue of Life specia Phorbia penicillaris nu are subspecii cunoscute.